# Антанифуци
Антанифуци (малаг. Antanifotsy) — сельская коммуна (фр. Commune rurale) на Мадагаскаре. Расположена в центральной части острова, в 112 км к югу от столицы страны, города Антананариву, в одноимённом округе в районе Вакинанкаратра в провинции Антананариву. Население по данным на начало 2012 года составляет 81 590 человек; население по данным переписи 1993 года составляло 46 674 человека.

## Села
В коммуну входят сёла (fokontany):
- Амбалавау (Ambalavao)
- Амбатухаранана (Ambatoharanana)
- Амбатулампи (Ambatolampy)
- Амбатумайнтикели (Ambatomaintikely)
- Амбатумианкина Северный (Ambatomiankina Nord)
- Амбатувавенти Восточный (Ambatovaventy Est)
- Амбатувавенти Западный (Ambatovaventy Ouest)
- Амбилуна (Ambilona I)
- Амбудириана (Ambodiriana Est)
- Амбухидзанака (Ambohijanaka)
- Амбухиманатрика (Ambohimanatrika)
- Амбуниандрефана (Amboniandrefana)
- Андухафарихи (Andohafarihy)
- Андухариана (Andohariana)
- Андухавари (Andohavary II)
- Андранумалаза (Andranomalaza)
- Андрефаниала (Andrefaniala)
- Андрианцилахи (Andriantsilahy)
- Ангану Восточный (Angavo Est)
- Анкарарана (Ankararana)
- Анунриалахи (Anondrilahy)
- Анусимбуаханги (Anosimboahangy)
- Антанамбау (Antanambao)
- Антанетилава (Antanetilava)
- Антанети Северный (Antanety Nord)
- Антанети (Antanety I)
- Антанифуци (Antanifotsy)
- Антаникацака (Antanikatsaka)
- Антемутра (Antemotra)
- Антубиниару (Antobiniaro)
- Анцевакели (Antsevakely)
- Анцахамайна (Antsahamaina)
- Анцахундра Восточное (Antsahondra Est)
- Бемасуандру (Bemasoandro)
- Бепайсу (Bepaiso)
- Махалавулуна (Mahalavolona)
- Махациндзу Центральное (Mahatsinjo Centre)
- Мурарану-Амбатубе (Morarano Ambatobe)
- Мурарану (Morarano III)
- Мурарану (Morarano IV)
- Мурарану Западное (Morarano Ouest)
- Сахавату-Амбуни (Верхнее, Sahavato Ambony)
- Сахавату Центральное (Sahavato Centre)
- Сахавату-Андрефана (Западное,Sahavato Andrefana)
- Саундзурану (Saonjorano)
- Тототаницара (Tokotanitsara)
- Фиеренана (Fierenana)
- Царафара (Tsarafara)